# مقبرة الحرب في العمارة

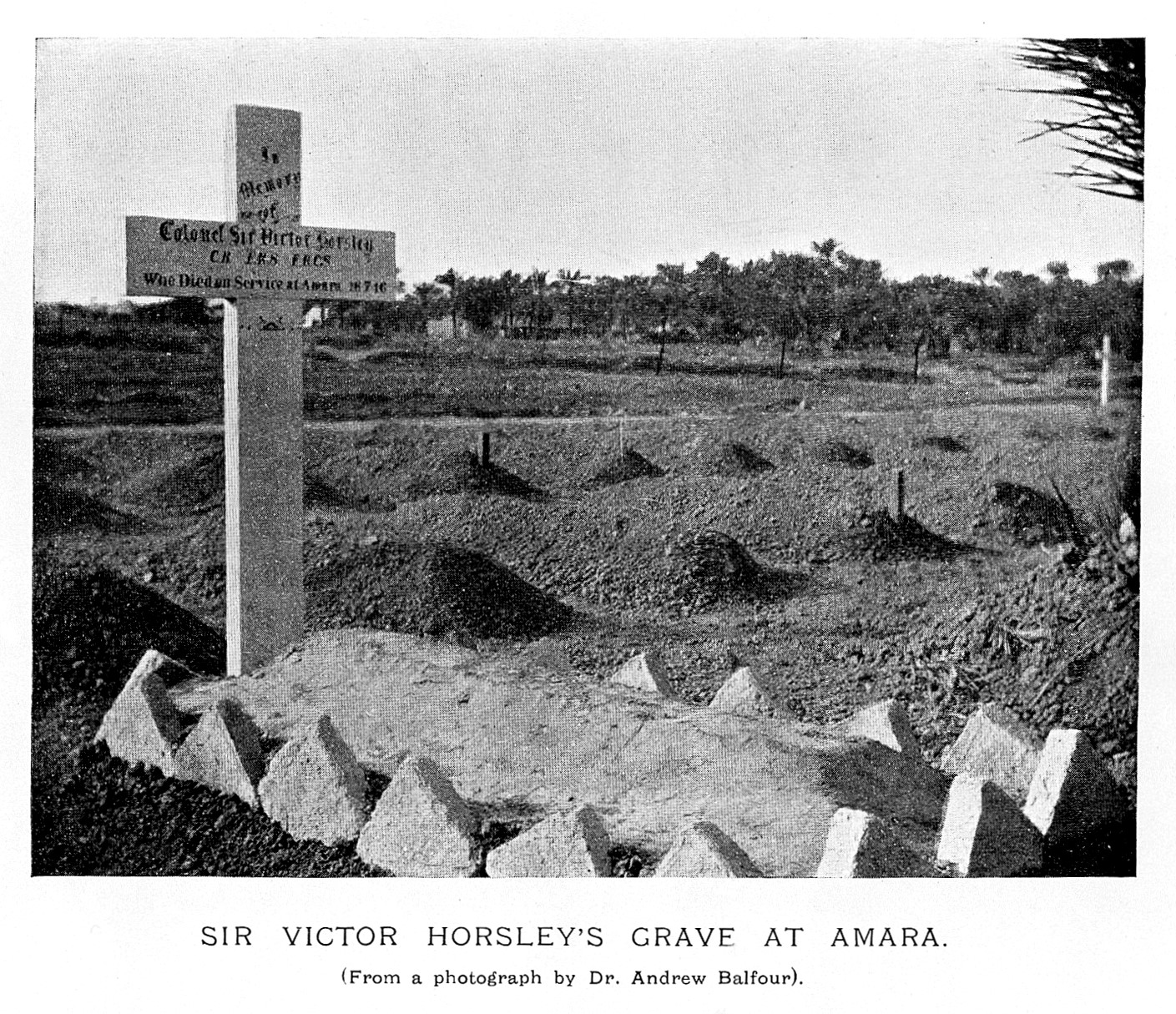
قبر السير فيكتور هورسلي في العمارة.

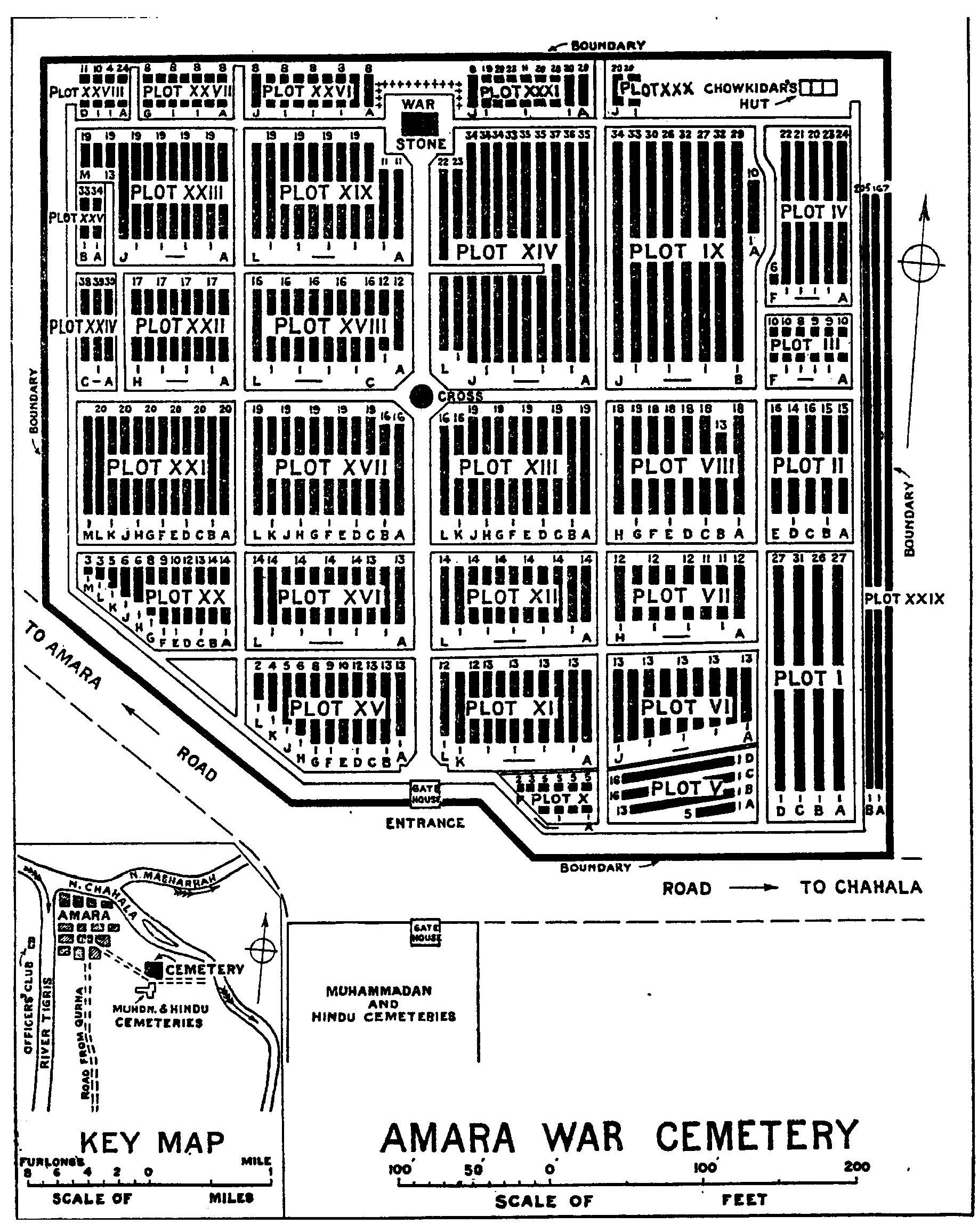
مخطط المقبرة كما تم تنظيمها أصلاً.

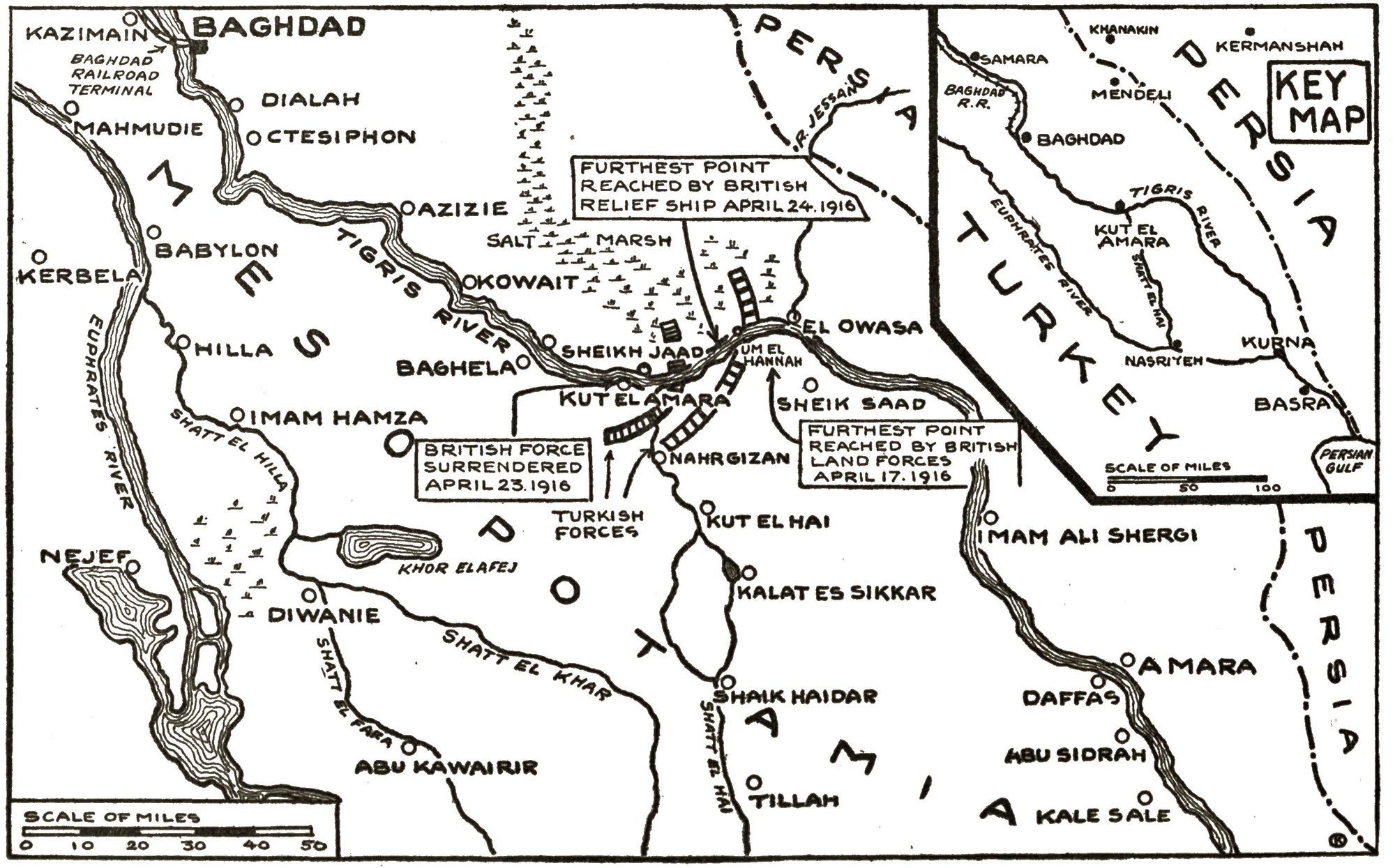
العمارة (أسفل يمين) على خريطة تعود للحرب العالمية الأولى.

مقبرة حرب العمارة هي مقبرة عسكرية بريطانية تعود للحرب العالمية الأولى تقع في العمارة، المعروفة الآن باسم العمارة (محافظة ميسان), جنوب العراق، وتخضع لإشراف هيئة الكومنولث لمقابر الحرب (CWGC). تضم المقبرة أكثر من 4600 قبر، من بينهم ثلاثة حائزين على صليب فيكتوريا، لكنها الآن في حالة سيئة حيث لم تتمكن الهيئة من العمل في العراق منذ عام 1991.

## الموقع
تقع المقبرة مباشرة جنوب أحد فروع نهر دجلة حيث ينقسم عند العمارة، في منطقة استولى عليها حملة بلاد الرافدين خلال الحرب العالمية الأولى. أصبحت العمارة مركزًا طبيًا هامًا يضم وحدات طبية على جانبي النهر وسبعة مستشفيات عامة. المقبرة الآن تحت إشراف هيئة الكومنولث لمقابر الحرب.

## الدفن
تضم المقبرة 4621 مدفونًا من الحرب العالمية الأولى، منهم أكثر من 3000 دُفنوا بعد انتهاء الحرب. فقط 3696 من القتلى تم التعرف عليهم. في عام 1933، أُزيلت شواهد القبور بسبب تضررها من أملاح التربة، وتم بناء جدار تذكاري بدلاً منها عليه أسماء الموتى محفورة على ألواح.
من بين المدفونين في العمارة الجراح السير فيكتور هورسلي، وحائزوا صليب فيكتوريا سيدني ويليام وير، إدغار كريستوفر كوكسون، وإدوارد إيلرز ديلافال هندرسون. كما دفن في المقبرة الكابتن ألفريد والاس هارفي من الفيلق الطبي بالجيش الملكي البريطاني، الذي أُصيب برصاص من حارس من جانب قواته.
جنوب المقبرة البريطانية مباشرة توجد مقبرة الحرب الهندية في العمارة التي تضم قبور أكثر من 5000 جندي هندي قتلوا خلال حملة بلاد الرافدين.

## الحالة
في عام 2003، أفادت BBC أن المقبرة كانت تحت رعاية حسن حاتم موسى الذي قال إنه تولى مهمة الحارس في 1977 وحافظ على المقبرة رغم تهديدات من مسؤولي حزب البعث العربي الاشتراكي (العراق). وأضاف أنه لم يتلق راتبه منذ 1991 لكنه تلقى دعمًا من بارونة نيكولسون من وينتبورن، مؤسسة جمعية AMAR. ومع ذلك، قالت هيئة الكومنولث لمقابر الحرب إن موسى لم يكن موظفًا لديها لكنها ستعين حارسًا للمقبرة.
في 2014، طالب مصدر عراقي بإعادة ترميم المقبرة بعد الإهمال الذي نسبوه إلى الحكومة المحلية وعدم الاعتراف بالمقبرة كجزء من التراث العراقي. وأكد المعلقون على أهمية الموقع في تاريخ المنطقة وكونه نصبًا لتضحيات القبائل المحلية في مقاومة الاحتلال البريطاني، لذا يجب الحفاظ عليه.
في أبريل 2016، كتب مارتن فليتشر في صحيفة ذا تايمز من العمارة أن المقبرة تعرضت لتدهور خطير، حيث سقطت اللوحات من الجدار التذكاري وتحطم صليب التضحية. كما تعرض الجدار المحيط وبقية بنية المقبرة لأضرار. وقال رجل وصف نفسه بأنه الحارس إن الصليب فُجر ليلة في 2006. وأوضحت هيئة الكومنولث أنها لم تستطع العمل في العراق منذ 1991، لكنها ستعيد ترميم المقبرة عندما تسمح الظروف.

## وصلات خارجية
- صورة حديثة لصليب مقبرة العمارة.
- جدار تذكاري في العمارة.[وصلة مكسورة]

31°50′43″N 47°09′38″E / 31.8454°N 47.1606°E